# 초강역
초강역(Chogang station, 楚江驛)은 전북특별자치도 정읍시 정우면 초강리에 위치한 호남선의 철도역이다. 2006년 역사가 철거되어 현재는 역사 터와 승강장만 남아있다.

## 연혁
- 1953년 7월 25일 : 배치간이역으로 영업 개시[1]
- 1973년 1월 1일 : 무배치간이역으로 격하[2]
- 1973년 11월 10일 : 보통역으로 승격 및 역사 준공[3]
- 1985년 11월 16일 : 배치간이역으로 격하 및 역사 준공[4][5]
- 1990년 1월 1일 : 수소화물 취급 중지[6]
- 1993년 11월 15일 : 무배치간이역으로 격하[7]
- 2004년 7월 16일 : 여객 취급 중지